# Šapur Perzijski
Šapur (srednjeperzijsko Šabur) je bil iranski princ, ki je od leta 207/210 – 211/212 vladal kot predzadnji kralj Perzijskega kraljestva, * ni znano, † 211/212.
Bil je mlajši brat Ardaširja I., ustanovitelja Sasanidskega cesarstva. 

## Ozadje
Farz ali Perzija je regija na jugozahodu Iranske planote in domovina Perzijcev, jugozahodne veje iranskih ljudstev. Perzija je bila rojstni kraj prvega iranskega cesarstva Ahemenidov. Središče cesarstva je ostala do invazije makedonskega kralja Aleksandra Velikega (vladal 336-323 pr. n. št.).
Od konca 3. ali začetka 2. stoletja pr. n. št. so v Perziji vladali lokalni vladarji, podložni helenističnemu Selevkidskemu cesarstvu. Vladarji so se naslavljali s starim perzijskom naslovom frataraka (vodja, guverner, predhodnik), ki se je ohranil tudi v ahemenidskem obdobju. Frataraka Vadfradad II. (okoli 138 pr. n. št.) in njegovi nasledniki so bili vazali iranskega Partskega (Arsakidskega) cesarstva. Fratarake so kmalu zatem zamenjali kralji Perzije, najverjetneje po prihodu Fraata II. na partski prestol (vladal 132–127 pr. n. št.). Kralji so se naslavljali s šah in ustanovili novo dinastijo Darajanidov.

## Življenjepis
Šapurjev oče Pabag je vladal majhni kneževini na območju Hirja, južno od jezera Bahtegan. Bil je vazal Gočihra, bazrangidnega kralja perzijske prestolnice Istakhr, ki je bil vazal arsidskega kralja kraljev. Pabag je z Gočihrovim dovoljenjem poslal svojega mlajšega sina Ardaširja v trdnjavo Darabgerd, da bi služil pod njegovim poveljnikom Tirijem.
Pabag naj bi služil kot svečenik Anahitinega ognjenega svetišča v Istahru, ki je bilo zbirališče lokalnih perzijskih vojakov, ki so častili iransko boginjo. Arsakidsko cesarstvo, v katerem je takrat vladal  Vologas V. (vladal 191–208), je bilo v tistem času v zatonu zaradi vojn z Rimljani, državljanskih vojn in regionalnih uporov. Rimski cesar Septimij Sever (vladal 193–211)  je leta 196 napadel posesti Arsakidov. Ponovno je napadel dve leti kasneje in izropal arsakidsko prestolnico Ktezifon. Istočasno so se začeli upori v Mediji in Perziji.
Iranolog Touraj Daryaee trdi, da je bila vladavina Vologaza V. "prelomnica v zgodovini Arsakidov, ker je dinastija izgubila velik del svojega prestiža". Perzijski kralji se niso mogli več zanašati na zaščito svojih oslabljenih arsakidskih vladarjev.  Pabag se je leta 205/206 uprl, strmoglavil Gočirja in si prisvojil Istahr. Daryaee meni, da je takšen potek dogodkov malo verjeten, in navaja, da je Pabagu pri osvajanju Istahra pomagal Šapur, kar dokazujejo kovanci s portreti obeh vladarjev.
Pabag je za svojega dediča imenoval najstarejšega sina Šapurja.  Izbira ne  bila všeč Šapurjevemu bratu Ardaširju, ki je po Tirijevi smrti postal poveljnik Darabgerda. Odšel je v Firuzabad, kjer se je utrdil in se pripravljal na napad na brata Šapurja po Pabagovi smrti.
Pabag je umrl naravne smrti okoli leta 107-210. Nasledil ga je Šapur. Brata sta po očetovi smrti začela kovati denar z naslovom "kralj" in Pabagovim  portretom. Šapurjevo vladanje je bilo kratko. Umrl je v nejasnih okoliščinah leta 211/212.
Po navedbah v primarnih virih se je Šapur med napadom na Darabgerd ustavil pred razvalino, s stropa pa mu je nenadoma na glavo padel kamen in ga ubil. Po njegovi smrti so še živi bratje odstopili perzijski prestol in krono Ardaširju, ki je zatem postal perzijski šah. Ardaširja in njegove privržence bi lahko šteli za glavne osumljence za Šapurjevo skrivnostno smrt, ker so imeli od njegove  "naključne smrti" velike koristi. Obtožbe seveda niso dokazljive.
Ardašir je po prihodu na oblast začel osvajati Iran in ustanovil Sasanidsko cesarstvo.
Ardaširjev nečak Narseh je bil najverjetneje Šapurjev sin.